# جان نوئل
جان نوئل (انگلیسی: John Noel; ۶ فوریهٔ ۱۸۸۸ – ۴ نوامبر ۱۹۳۹) تیرانداز اهل ایالات متحده آمریکا بود.
وی در مسابقات کشوری و بین‌المللی در مجموع برندهٔ ۱ مدال طلا شده‌است.